# ويليام شابمان رالستون
ويليام شابمان رالستون (بالإنجليزية: William Chapman Ralston)‏ هو مصرفي أمريكي، ولد في 12 يناير 1826 في مقاطعة كولومبيانا في الولايات المتحدة، وتوفي في 27 أغسطس 1875 في سان فرانسيسكو في الولايات المتحدة.